# Fußballnationalmannschaft von Trinidad und Tobago (Frauen)
Die Fußballnationalmannschaft der Frauen von Trinidad und Tobago repräsentiert Trinidad und Tobago im internationalen Frauenfußball. Die Nationalmannschaft ist dem Fußballverband von Trinidad & Tobago unterstellt und wird seit Juli 2014  vom US-Amerikaner Randy Waldrum trainiert. Die Auswahl nahm an allen bisher ausgetragenen Nordamerikameisterschaften teil, wobei der dritte Platz 1991 der bisher größte Erfolg war. An einer Weltmeisterschaft bzw. an den Olympischen Spielen hat die Auswahl von Trinidad & Tobago bisher noch nicht teilgenommen.

## Turnierbilanz

### Weltmeisterschaft
| - 1991: nicht qualifiziert - 1995: nicht qualifiziert - 1999: nicht qualifiziert - 2003: nicht qualifiziert | - 2007: nicht qualifiziert - 2011: nicht qualifiziert - 2015: nicht qualifiziert - 2019: nicht qualifiziert | - 2023: nicht qualifiziert |

### Nordamerikameisterschaft
| - 1991: Dritter - 1993: Vierter - 1994: Vierter - 1998: Vorrunde - 2000: Vorrunde - 2002: Vorrunde | - 2006: Viertelfinale - 2010: Vorrunde - 2014: Vierter - 2018: Vorrunde - 2022: Vorrunde |

### Olympische Spiele
| - 1996: nicht qualifiziert - 2000: nicht qualifiziert - 2004: nicht qualifiziert - 2008: nicht qualifiziert | - 2012: nicht qualifiziert - 2016: nicht qualifiziert - 2020: nicht qualifiziert |

### Panamerikanische Spiele
Die Mannschaft nahm zweimal an dem seit 1999 ausgetragenen Frauen-Fußballturnier der Panamerikanischen Spiele teil.
| - 1999: Fünfter (Letzter) - 2003: nicht teilgenommen - 2007: nicht teilgenommen | - 2011: Vorrunde - 2015: Vorrunde - 2019: nicht qualifiziert |

## Bekannte Spielerinnen
- Maylee Attin-Johnson, W-League-Meisterin 2011 (Atlanta Silverbacks)
- Kennya Cordner, australische Meisterin 2011 (Brisbane Roar)

## Trainer
- 2009–2012:  Even Pellerud
- 2012–2014:  Marlon Charles
- 2014–2015:  Randy Waldrum
- seit 2016:  Richard Hood